# Нью-Йорк Айлендерс
«Нью-Йорк Айлендерс» (укр. Остров'яни Нью-Йорка, англ. New York Islanders) — заснована у 1972 році професійна хокейна команда розташована в Юніондейл, Лонг-Айленд в штаті Нью-Йорк.Команда — член Столичного дивізіону, Східної конференції, Національної хокейної ліги.
Домашнє поле для «Нью-Йорк Айлендерс» — Нассау-Ветеранс-Меморіал-колісіум.
«Айлендерс» 4 рази вигравали хокейний трофей Кубок Стенлі у роках 1979–1980, 1980–1981, 1981–1982 і 1982–1983. Таким чином вони мають одну з найдовших серій перемог у фіналі плей-оф НХЛ (за цим показником вони поступаються Монреаль Канадієнс, які вигравали кубок Стенлі 5 разів поспіль).
За «Остров'ян» в сезоні 2007-08 грав українець Руслан Федотенко.

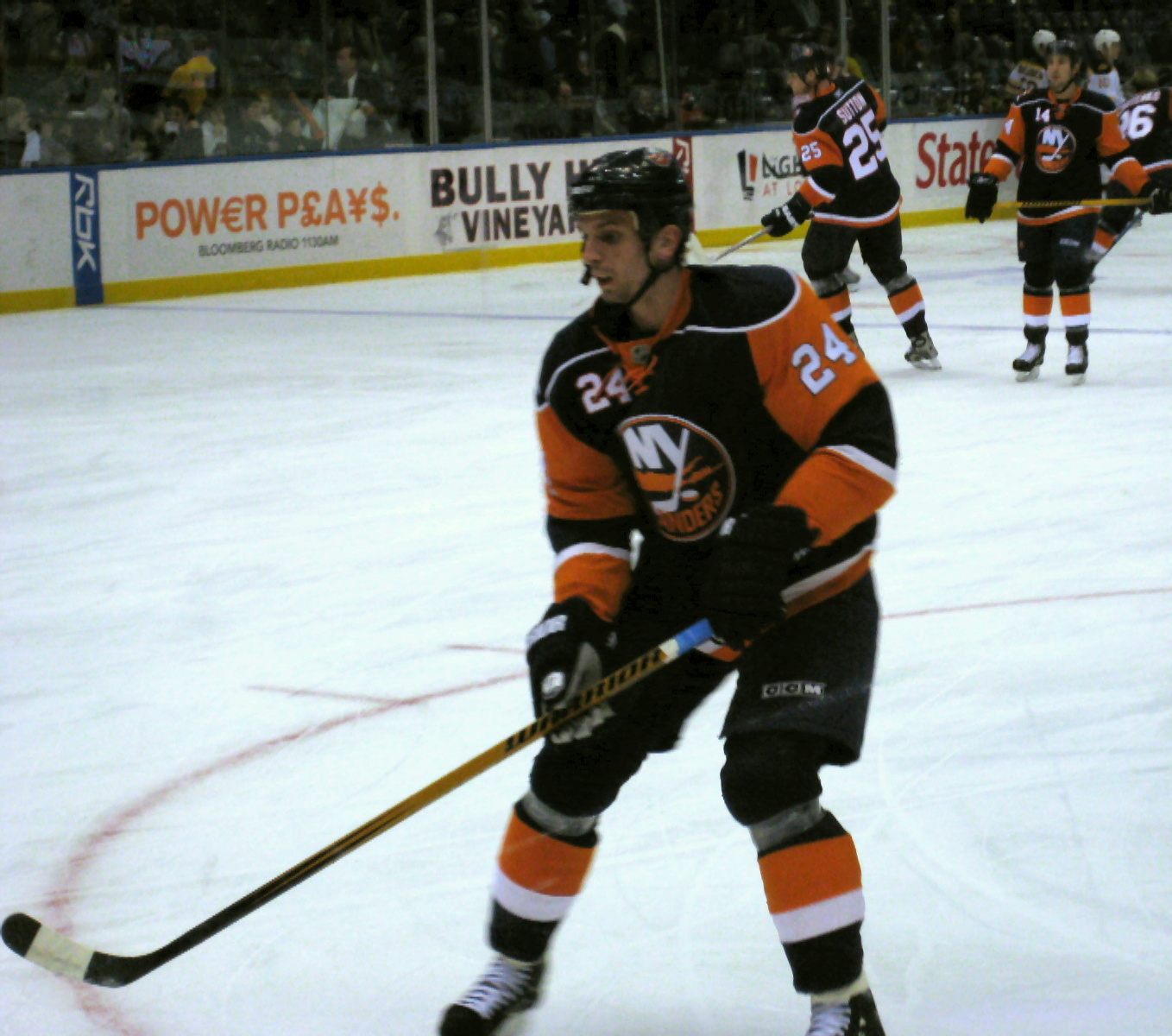
«Нью-Йорк Айлендерс» у матчі проти Бостон Брюїнс. На передньому плані гравець Радек Мартінек.

## Відомі гравці
- Пол Бутільєр
- Мік Вукота
- Жан Потвен
- Дейв Скетчард
- Дуейн Саттер
- Брендон Сміт
- Грем Таунсгенд
- Арні Браун
- Марсель Кузіно
- Дейв Фортьє
- Шон Геггерті
- Тед Кроулі
- Девід Герлок